# Bessa (rodzaj owadów)
Bessa – rodzaj muchówek z rodziny rączycowatych (Tachinidae).

## Wybrane gatunki
- B. harveyi (Townsend, 1892)[3]
- B. selecta (Meigen, 1824)[3]
- B. remota (Aldrich, 1925)[2]
- B. parallela (Meigen, 1824)[2]